# INXS
INXS (udtales In Excess) er et australsk rockband dannet i 1979 af Michael Hutchence, Andrew Farriss, Garry Beers og Kirk Pengilly. De havde i 1990'erne stor succes med bl.a. videoer på MTV.
Efter stor succes med albummet Kick og det første hit Need You Tonight, fik Hutchence problemer med rigdom, damer, narkotika og alkohol, og begik slutteligt selvmord i 1997.

## Priser og nomineringer
INXS har vundet og været nomineret til flere musikpriser. Blandt disse er ARIA Awards, Grammys, og MTV Awards.

### ARIA Awards
INXS har vundet syv Australian Recording Industry Association (ARIA) Awards. Bandet blev placeret i ARIA Hall of Fame i 2001 sammen med The Saints. Dette blev gjort i anerkendelse af deres "betragtelige mængde indspillede værker" og af at de "var en kulturel indflydelse i Australien". INXS har vundet seks andee ARIA Awards deriblandt tre for 'Bedste Gruppe' i 1987, 1989 og 1992.
| År   | Nomineret værk                              | Pris                  | Resultat  |
| ---- | ------------------------------------------- | --------------------- | --------- |
| 1987 | INXS                                        | Bedste Gruppe         | Vundet    |
| 1989 | INXS                                        | Enestående Præstation | Vundet    |
| 1989 | "Never Tear Us Apart"                       | Bedste Video          | Vundet    |
| 1989 | INXS                                        | Bedste Gruppe         | Vundet    |
| 1992 | Live Baby Live                              | Bedste Gruppe         | Vundet    |
| 1993 | "Baby Don't Cry", "Heaven Sent", "Taste It" | Årets Tekniker        | Nomineret |
| 1993 | Welcome to Wherever You Are                 | Bedste Gruppe         | Nomineret |
| 1994 | "The Gift"                                  | Bedste Video          | Vundet    |
| 1994 | Full Moon, Dirty Hearts                     | Bedste Gruppe         | Nomineret |
| 2001 | INXS                                        | Hall of Fame          | Vundet    |
| 2004 | I'm Only Looking                            | Bedste Musik-dvd      | Nomineret |

### CountdownAwards
Countdown var em australsk popmusik-tv-serie på den nationale tv-kanal ABC-TV i perioden 1974–1987, den præsenterede musikpriser i perioden 1979–1987, oprindeligt i samarbejde med magasinet TV Week men senere uafhængigt. Countdown Music and Video Awards blev efterfulgt af ARIA Awards. INXS vandt syv priser ved 1984's prisceremoni, som blev sendt 25. maj 1985. 20. april 1986 vandt de yderligere tre Countdown-priser for året 1985.
| År   | Nomineret værk                    | Pris                              | Resultat  |
| ---- | --------------------------------- | --------------------------------- | --------- |
| 1980 | INXS                              | Johnny O'Keefe New Talent         | Nomineret |
| 1984 | "Burn for You"                    | Best Group Performance in a Video | Vundet    |
| 1984 | The Swing                         | Best Album                        | Vundet    |
| 1984 | INXS                              | Most Popular Australian Group     | Vundet    |
| 1984 | Andrew Farriss, Michael Hutchence | Best Songwriter                   | Vundet    |
| 1984 | "Burn for You"                    | Best Promotional Video            | Vundet    |
| 1984 | INXS                              | Most Outstanding Achievement      | Vundet    |
| 1984 | Michael Hutchence                 | Most Popular Male                 | Vundet    |
| 1985 | "What You Need"                   | Best Video                        | Vundet    |
| 1985 | INXS                              | Most Popular Australian Group     | Vundet    |
| 1985 | INXS                              | Most Outstanding Achievement      | Vundet    |

### Grammy Awards
INXS modtog to nomineringer til 'Rock Vocal Group' ved Grammy-uddelingen.
| År   | Nomineret værk   | Pris             | Resultat  |
| ---- | ---------------- | ---------------- | --------- |
| 1988 | Kick             | Rock Vocal Group | Nomineret |
| 1990 | "Suicide Blonde" | Rock Vocal Group | Nomineret |

## Diskografi
- 1980 – INXS
- 1981 – Underneath the Colours
- 1982 – Shabooh Shoobah
- 1984 – The Swing
- 1985 – Listen Like Thieves
- 1987 – Kick
- 1990 – X
- 1992 – Welcome to Wherever You Are
- 1993 – Full Moon, Dirty Hearts
- 1997 – Elegantly Wasted
- 2005 – Switch